# يو إف سي ليلة القتال: لويس ضد داوكوس
يو إف سي ليلة القتال: لويس ضد داوكوس (بالإنجليزية: UFC Fight Night: Lewis vs. Daukaus)‏ هو حدث لفنون القتال المختلطة نظمته يو إف سي، أُقيم في 18 ديسمبر 2021، على يو إف سي أبيكس في إنتربرايز، نيفادا، الولايات المتحدة.